# Cukiakari no micsisirube
A Cukiakari no micsisirube (ツキアカリのミチシルベ; Hepburn: Tsukiakari no michishirube, ’A holdfény útjelzőtáblája’) a Stereopony japán együttes ötödik kislemeze, amely 2009. november 4-én jelent meg a gr8! Records kiadó gondozásában. A lemez címadó dala a Darker than Black: Rjúszei no Gemini anime-sorozat nyitódalaként volt hallható. A korong a 8. helyezést érte el az Oricon heti eladási listáján.

## Számlista
Normál kiadás (SRCL-7147)
1. Cukiakari no micsisirube (ツキアカリのミチシルベ?, ’A holdfény útjelzőtáblája’)
2. Daidai iro (橙色?, ’Narancssárgára színezve’)
3. Fuzz
4. Cukiakari no micsisirube (Instrumental) (ツキアカリのミチシルベ?)
5. Cukiakari no micsisirube (Opening Edition) (ツキアカリのミチシルベ?) [Darker than Black limitált kiadás (SRCL-7148)]

Limitált kiadás DVD (SRCL-7146)
1. Szeisun ni, szono namida ga hicujou da! (Special Edition) (青春に、その涙が必要だ！?, ’A fiataloknak szüksége van erre a könnycseppre’)